# Elle:PrieR 〜しあわせの欠片をさがして〜
『Elle:PrieR 〜しあわせの欠片をさがして〜』（エルプリエ しあわせのカケラをさがして）は、2010年8月27日にEtoilesより発売された18禁恋愛アドベンチャーゲームである。

## ゲームシステム
本作はテキストアドベンチャーの体裁をとる「AVGパート」と、このみの記憶を再生する「マゴコロシステムパート」に分かれている。
AVGパートでは、主人公の行動によってハートを集めることが目的となる。集めたハートは「マゴコロシステムパート」でこのみの記憶を再生するのにつかわれる。ただし、「マゴコロシステムパート」で再生されるものの中には、このみの記憶のほかにも主人公の妄想や謎めいた記憶が含まれている。また、ハートをたくさん集めないと開かない記憶も存在する。

## ストーリー
（出典：）
未来都市・宙市。この市は10年以上前に着陸した謎の宇宙船がシンボルとなっている。宙市に住む主人公・江戸川菱は平凡な学園生である。幼なじみの那須みのりや恋人の木野まどかと一緒に楽しく過ごしてきた。
しかし父親で科学者の江戸川虎治郎が連れてきた少女・門真このみによって、平凡な日々は終わりを迎える。彼女は江戸川博士が作り出した、サイボーグボディのアンドロイドだった。虎治郎に押し切られ、行き場のないこのみと菱は一つ屋根の下で暮らすことになる。
このみは記憶の一部を失っており、それを戻す必要があるという。彼女の記憶を元に戻すための忙しい日々が始まる。思い出の場所を探しまわったり、時にはエッチなことをしてみたり。彼女の記憶を明らかにしていく過程で、彼女が何者なのかを菱は知る。

## 登場人物

### メインキャラクター
江戸川 菱（えどがわ りょう）
本作の主人公。父親はサイバネティックス分野の研究者である。誰にでも優しく、クールな外見から学園の女子に人気がある。しかし本人は鈍感なため、全くそのことに気がついていない。
門真 このみ（かどま このみ）
声 - 桃井いちご
身長；156cm B/W/H 81/60/79
江戸川博士によって作られたサイボーグの少女。主人公のことを大切に思う気持ちを持っているが、自分が誰だったのかは分からない。サイボーグボディのため、身体能力が非常に高い。家事が得意であり、快活な性格をしている。ちなみに、幼児体型に作られたのは江戸川博士の趣味だからである。
奈々・ラファール（なな らふぁーる）
声 - まきいずみ
身長：158cm B/W/H 88/61/80
ラファール博士が作ったロボットの少女。感情回路を搭載しているが、不完全にしか作動していないため、表情が乏しい。肌には繋ぎ目などロボットらしい線があるが、周りにはタトゥーと言って誤魔化している。奈々という名前の由来は、7番目の試作機であることから。
那須 みのり（なす みのり）
声 - 氷室百合
身長：161cm B/W/H 89/64/87
江戸川家の向かい側に住む、菱の幼なじみ。菱との付き合いは長く、胸に恋心を秘めているが、関係を壊したくないためにずっと幼なじみという立場に甘んじている。このみが江戸川家に住むようになってからは、不機嫌な態度を取ることが多くなった。
宝蔵院 万里香（ほうぞういん まりか）
声 - 倉田まりや
身長：152cm B/W/H 74/58/78
宙市の市長である勝彦の娘。宝蔵院家は宙市にある研究施設の多くに出資する名家であり、万里香は専属の執事が就くほどのお嬢様である。人見知りな性格なため、他人と話すことを苦手としている。過去に、事故に遭いそうになったところを菱によって助けてもらったことがあり、そのときに彼に一目惚れをした。

### サブキャラクター
豪田 源五郎（ごうだ げんごろう）
声 - 葵時緒
菱とみのりのクラスメイトで、菱の悪友。少女のようなかわいらしい顔立ちがコンプレックスであり、男らしい菱に憧れている。一部の女子には菱とのBLを連想されている。
佐久間 史郎（さくま しろう）
声 - 角川竜二
菱とみのりのクラスメイトで、菱の悪友。外見はクールだが、熱くなると我を忘れてしまう。そのため女の子のウケは悪い。
佐久間 多恵（さくま たえ）
声 - 藤咲ちま
史郎の妹で、菱の1年後輩。菱がよく訪れる喫茶店・モンキーパスで働いている。実は菱を慕っているが、それを告白する勇気はない。
木野 まどか（きの まどか）
声 - 御苑生メイ
江戸川家の隣に住む女性。学園では菱の担任でもある。家庭的であり、江戸川家の家事を手伝うことが多い。穏やかで、面倒見のよい性格をしている。事故に遭ってしまい、現在は遠くの病院で療養しているらしい。
江戸川 虎治郎（えどがわ こじろう）
声 - 星屑宇宙男
菱の父親。筋肉質でドレッドヘアという出で立ちだが、サイバネティックスの分野では右に出る者はいないほどの優秀な科学者である。型破りな人物であり、好奇心のままに行動を起こすことが多い。
のりタマ
声 - 御苑生メイ
江戸川博士が作り出した猫型ロボット。このみのサポート役である。しっぽがコンセントとなっており、家庭で充電することができる。表情が豊かだが、C4の爆発にも耐えられるほど強固に作られている。
宝蔵院 勝彦（ほうぞういん かつひこ）
声 - 三原椎名
宙市の市長であり、万里香の父親。虎治郎とは昔からの知り合い。熱血な市長であり、市内の自警団の隊長も兼務している。主婦層からの人気が高い。
ミスト・ラファール
声 - 葵時緒
虎治郎のライバルである科学者。奈々を作ったのは彼女である。かつて虎治郎と同じ研究所に務めていたことがあり、虎治郎とはそのころからの知り合い。常に白衣を来ている巨乳の美女である。飛び級で博士号を取得したほど頭がよい。
雛林 桃子（ひなばやし ももこ）
声 - 湖月紅れ葉
学園の教師であり、菱たちの担任。穏やかな性格をしており、周りから天然と言われている。巻き込まれ体質であり、周囲で起きたトラブルの巻き添えになることが多い。
石田 春美（いしだ はるみ）
声 - 沖田みかげ
勝彦の下で働く秘書。幼い頃に彼に助けてもらったことがあり、それ以来勝彦のために働いている。今は万里香専属の執事として彼女の世話を焼いている。彼女のことを誰よりも気にかけている。

## 用語
宙（おおぞら）市
10年以上前に謎の宇宙船が落下したことで有名になった都市。宇宙船を研究した結果として、都市の科学技術が発展した。宇宙船から見つかるオーバーテクノロジーを研究する機関が多数ある。また、観光都市としても発展を遂げている。
箱舟
宙市に飛来した宇宙船。中に入るときには市長の許可を取らなければならない。しかし、物好きな観光客や、不正に技術を盗もうとする科学者によって、盗掘問題が生じている。
サイボーグボディ
江戸川博士が箱舟の技術を研究して制作したボディ。外見から人間と区別することはできないほど精巧に作られている。運動能力は人間よりはるかに高い。人をサイボーグ化することは法律によって禁止されているため、このみの存在は政府には秘密である。
感情回路
サイボーグやロボットの機能を制御する回路。感情が高まることによって身体能力が向上するが、その後に身体が機能を停止してしまう。